# 库尔班大叔上北京
《库尔班大叔上北京》（維吾爾語：قۇربان تۇلۇمنىڭ بېيجىڭغا سەپىرى‎，拉丁维文：Qurban Tulumning Bëyjinggha Sepiri）是2002年由天山电影制片厂摄制的彩色宽银幕立体声故事片，由李晨声、董玲执导，吐依贡·阿合买德、洪涛、古月主演。讲述的是库尔班·吐鲁木去北京见中国共产党主席毛泽东的故事。
《库尔班大叔上北京》获得第9届中国电影华表奖故事片三等奖、第9届五个一工程电影提名、首届天山文艺奖荣誉奖。吐依贡·阿合买德因在《库尔班大叔上北京》扮演库尔班获得第9届中国电影华表奖优秀男演员提名，第9届金凤凰奖学会奖。

## 剧情简介
新疆和平解放后，中国人民解放军进入于阗县时遭到一个“野人”的袭击。解放军将他带回村里，村民认出他是“死了”十七年的库尔班·吐鲁木（吐依贡·艾合买德 饰）。库尔班大叔年轻时，巴依夺走他的房子和家人，逼他进入荒漠成为“野人”。脱离社会的库尔班大叔最初已不太会说话。在为他剃须时，看到锋利的剃须刀，库尔班大叔甚至会夺门而逃。
在经过土地改革运动分得土地、协助县委突破包围县委大院的土匪、李县委（洪涛 饰）帮助寻找自己妻子等事情后，库尔班大叔逐渐开始信任中国共产党，并和李县委结下深厚的友谊。一日，在旁听解放军干事给自己女儿上地理课时，库尔班大叔萌生了前往北京见一见毛泽东主席的想法。于是他备好水和馕，骑上自己的小毛驴向东出发。不过出发不久库尔班大叔便于到了沙尘暴。听闻库尔班大叔要上北京的李县委一路寻找，终将快被黄沙掩埋的库尔班大叔救回。
自己去北京的愿望不现实，不过库尔班大叔还是托自己的女儿给毛泽东主席写了一封信。不多时，库尔班大叔收到了毛泽东主席的回信，同时象征农业工业化的的拖拉机也来到了村子。经历为抗美援朝战争捐款、剿灭土匪等事件后，库尔班大叔成为劳动模范代表，终于有机会前往北京。1958年6月28日，70多岁的库尔班大叔见到毛泽东主席（古月 饰）并与其握手合影。

## 电影原型
库尔班大叔历史上确有其人，即于阗县格日尕尔村（今于田县托格日尕孜乡托格日尕孜村）村民库尔班·吐鲁木。库尔班·吐鲁木自幼贫苦，后带着家人躲进荒漠，却又和家人离散，自己独自生活了10余年。新疆和平解放后，库尔班·吐鲁木回到村中，乡村干部帮他找到家人、安排住处、分得土地。1955年秋，库尔班带着粮食出发前往北京。时任于田县委副书记李玉轩下乡检查工作，听闻库尔班要骑着毛驴去北京，便将其劝回。此后库尔班数次要前往北京，但均被乡亲劝回。1958年，和田专区组织优秀农业社主任、技术员和劳动模范参加农具展览会，地点便是北京。库尔班·吐鲁木入选参观团之列。1958年6月28日，库尔班·吐鲁木在中南海受到中国共产党中央委员会主席毛泽东的接见。
电影中李县委同样确有其人，即新疆和平解放后，在于阗县工作的李玉轩。李玉轩原在八路军三五九旅、新疆军区文工团工作。1952年转业至地方，先后担任中国共产党于阗县委员会副书记，中国共产党和田地区委员会宣传部长、秘书长等职。1974年到1985年任天山电影制片厂党委书记兼副厂长、厂长。

## 摄制前后
1998年，天山电影制片厂策划投拍《库尔班大叔》。剧本创作时，编剧主笔董玲等剧作家多次采访已经离休的李玉轩。此后李玉轩还向主创团队推荐相关知情人，深入采访。完成采访、剧本编写后，剧本初定名《无花果》。然而在于田县已经开始开始准备电影拍摄的前期工作时，天山电影制片厂厂长李竹安从上海市出差返回后，决定停止电影的拍摄，原因是上海人认为“一个干老头有什么好看的。”
世纪之交前后，天山电影制片厂面临的经济压力大于电影生产的压力，不得不依靠合拍片存活，加上从1995年起3次申请恢复事业单位并无下文，天影厂前途不明。不过九五五零工程的颁布，让天影厂决定恢复了少数民族题材电影的拍摄。此后天影厂先后拍摄了《良心》和《真心》两部中国电影华表奖优秀故事片奖作品。电影《良心》获奖后，新疆维吾尔自治区党委和人民政府一定程度解决了天影厂的资金问题。电影《真心》获奖后，天山电影制片厂再次提交“恢复事业单位的请示”。2001年春，张毅刚代替李竹安开始任天山电影制片厂厂长，张毅刚为了获得政策上的支持决定续拍主旋律电影《库尔班大叔》。天影厂邀请张冀平对过华、董玲的电影文学剧本《梦想成真》进行修改。在经过超过10次的易稿、论证后，电影剧本《库尔班大叔上北京》终获国家电影局的认可，电影由天山电影制片厂与国家广播电影电视卫星频道节目制作中心联合出品。几乎同时，“批示”获得“同意”之批复。
事业单位获批十天后，2002年3月29日，天山电影制片厂决定成立《库尔班大叔上北京》摄制组，电影于4月在在库尔班大叔的家乡于田县吐尔尕孜村开机拍摄。电影开拍前，主演吐依贡·艾合买徳率先抵达农村，与当地农民同吃同住体验生活。吐依贡·艾合买徳与库尔班大叔样貌差距较大，但经过化妆造型后，库尔班大叔的孩子将吐依贡认成自己爸爸而哭泣。导演李晨声在电影拍摄前，不仅在南疆地区观察体验生活和当地文化，还翻阅于田档案馆保存的新疆分局于20世纪50年代组织撰写的南疆农村社会调查等资料，涉及包括当时农村租佃关系、庄园实行农奴制度等方面。《库尔班大叔上北京》是天山电影制片厂摄制的首部彩色宽银幕立体声故事片。电影使用现场同期录音，使用阿莱535B摄影机低噪音摄影机拍摄。与20世纪90年代不同的是，《库尔班大叔上北京》摄制团队多由天山电影制片厂人担任，该片的拍摄为后来的天山电影制片厂提供了一批人才。
拍摄电影“打土豪分田地”片段时，主创团队邀请托格日尕孜村村民扮演群众演员，一些经历过土改的老人并未由导演说戏，自己便进入状态。还原搭建20世纪50年代的村委会、库尔班大叔家、县委大院的工作是由托格日尕孜乡的群众在20天内搭建出来的。与其他新疆本土电影不同，《库尔班大叔上北京》并未太多展示新疆歌舞，仅在“迎接拖拉机”片段时，导演选择了刀郎麦西热甫以渲泄群众热情。李晨声为塑造库尔班大叔的人物形象，对电影文学剧本进行过较大幅度调整，增加突出其性格特征和献身热情的场次和台词。对李县委的人物刻画则未像其他主旋律电影中常见的四平八稳的“率先垂范”形象，李县委的个性和与库尔班大叔之间的矛盾被强化，比如电影中被发脾气的库尔班大叔推来推去之类的镜头。演员古月诠释毛泽东颇有经验，但鲜有开怀大笑的场景。为了让古月大笑，导演李晨声一度请古月听侯宝林的相声，不过最终古月在导演的再三要求下，也仅是有控制地大笑。

## 电影上映
2002年10月18日，《库尔班大叔上北京》正式上映，首映式选择在乌鲁木齐人民电影院举办，剧中毛泽东扮演者古月，库尔班大叔扮演者吐依贡，库尔班大叔的大女儿到现场与观众见面。2017年，在中共中央总书记、中国国家主席习近平给库尔班·吐鲁木的女儿托乎提汗·库尔班一家的回信之后，《库尔班大叔上北京》于2月13日起在新疆重映。

## 所获奖项
| 奖项                | 类别       | 获奖或入围者                                   | 结果           | 來源   |
| ------------------- | ---------- | ---------------------------------------------- | -------------- | ------ |
| 第9届中国电影华表奖 | 故事片     | 《库尔班大叔上北京》，天山电影制片厂、电影频道 | 獲獎（三等奖） | [ 10 ] |
| 第9届中国电影华表奖 | 优秀男演员 | 吐依贡                                         | 提名           | [ 10 ] |
| 第9届五个一工程     | 电影       | 《库尔班大叔上北京》                           | 提名           | [ 6 ]  |
| 第9届金凤凰奖       | 学会奖     | 吐依贡（《库尔班大叔上北京》）                 | 獲獎           | [ 11 ] |
| 首届天山文艺奖      | 荣誉奖     | 《库尔班大叔上北京》                           | 獲獎           | [ 12 ] |